# Winterborne Stickland
Winterborne Stickland è un villaggio e parrocchia civile dell'Inghilterra, appartenente alla contea del Dorset.